# Aclista gracilis
Aclista gracilis är en stekelart som först beskrevs av Jean-Jacques Kieffer 1907.  Aclista gracilis ingår i släktet Aclista, och familjen hyllhornsteklar. Arten är reproducerande i Sverige.